# Dendrotriton kekchiorum
Espèce
Statut de conservation UICN

 CR  : 
En danger critique
Dendrotriton kekchiorum est une espèce d'urodèles de la famille des Plethodontidae.

## Répartition
Cette espèce est endémique du Guatemala. Elle se rencontre de 2 100 à 2 690 m d'altitude dans la Sierra de los Cuchumatanes dans le département du Quiché.

## Description
Les 5 spécimens observés lors de la description originale mesurent en moyenne 70,13 mm de longueur totale dont 31,23 mm de longueur standard et 38,90 mm pour la queue.

## Étymologie
Cette espèce est nommée en l'honneur des Q'eqchi'.

## Publication originale
- Campbell, Smith, Streicher, Acevedo & Brodie, 2010 : New salamanders (Caudata: Plethodontidae) from Guatemala, with miscellaneous notes on known species. Miscellaneous Publications Museum of Zoology University of Michigan, no 200, p. 1-66.